# 阿米穆尔·埃哈桑
阿米穆尔·埃哈桑（1911年1月24日—1974年10月27日），孟加拉国国家清真寺白图穆卡兰清真寺的第一海推布。
他于1911年1月24日出生于印度比哈尔邦蒙格埃尔的帕奇纳村。他的家人来自今孟加拉国的費尼縣。其父名为Moulvi Sayed Muhammd Hakeem Abdul Mannan，母亲为Sayeda Sajeda，两人共有七个孩子，阿米穆尔·埃哈桑是其中次子。1964年，他开始担任白图穆卡兰清真寺的第一哈蒂布，一直到1974年去世。